# 막스 아들러

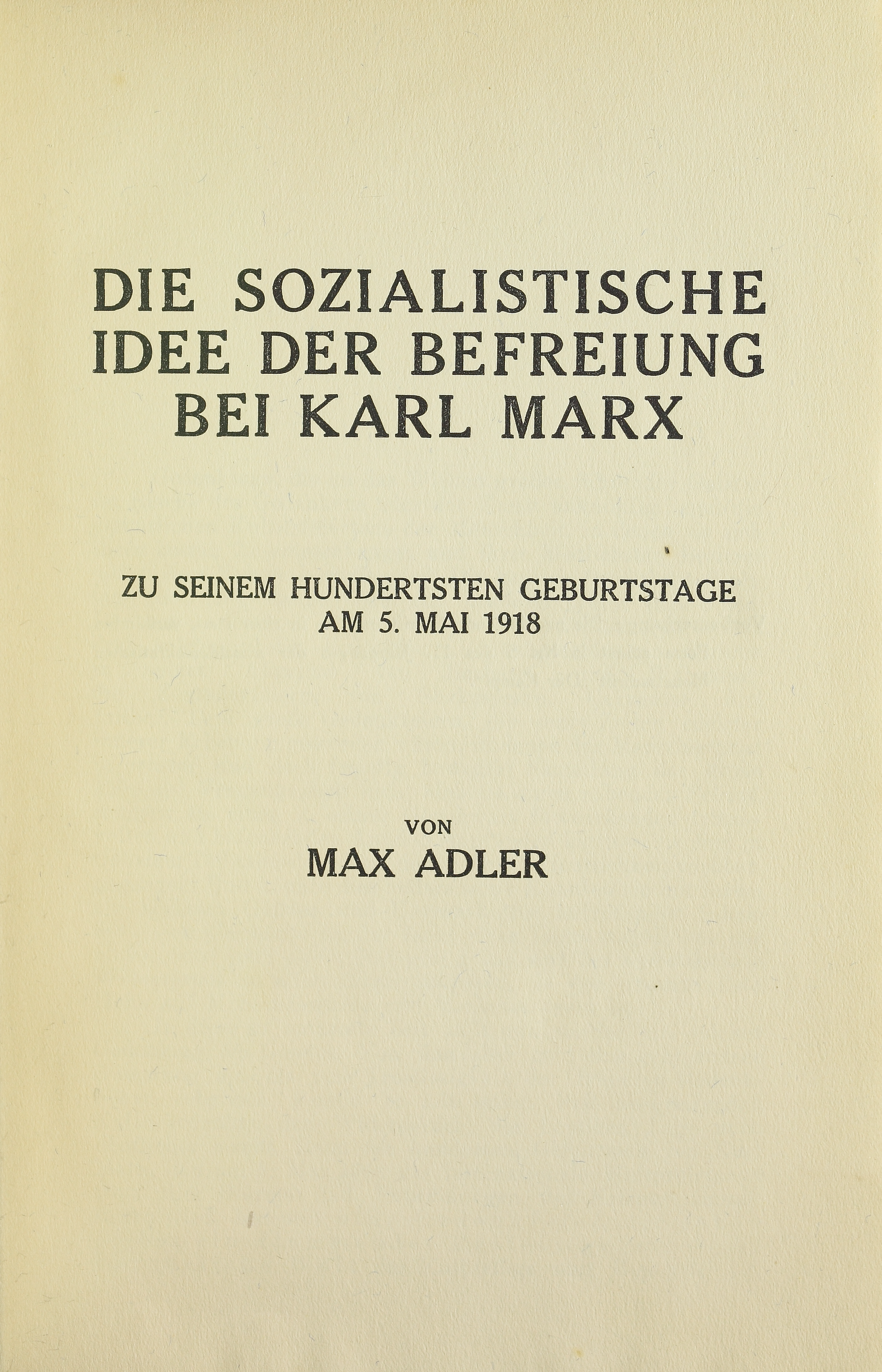
Sozialistische Idee der Befreiung bei Karl Marx, 1918

막스 아들러(Max Adler, 1873년 1월 15일 ~ 1937년 6월 28일)는 오스트리아의 철학자이다.